# Valle de Valdelucio
Valle de Valdelucio – gmina w Hiszpanii, w prowincji Burgos, w Kastylii i León, o powierzchni 96,04 km². W 2011 roku gmina liczyła 347 mieszkańców.